# (37746) 1996 XD32
1996 أكس دي 32 (ويعرف أيضًا باسم (37746) 1996 أكس دي 32 وفق تسمية الكوكب الصغير) (بالإنجليزية: 1996 XD32)‏ هو كويكب ضمن حزام الكويكبات؛ وترتيبه 37746 من حيث الاكتشاف.
اكتُشف هذا الجُرم الفلكي بواسطة ناوتو ساتو في 14 ديسمبر 1996.

## وصلات خارجية
- (37746) 1996 XD32 في قاعدة بيانات مختبر الدفع النفاث لأجرام النظام الشمسي الصغيرة

- الاكتشاف · مخطط المدار ·  العناصر المدارية · المعلمات المادية

- (37746) 1996 XD32 على موقع ويكي سكاي: DSS2, SDSS, GALEX, IRAS, Hydrogen α, X-Ray, Astrophoto, Sky Map, Articles and images